# Променева хвороба
Промене́ва хворо́ба — захворювання, спричинене впливом високих доз радіації внаслідок опромінення рентгенівськими променями, гамма-променями, нейтронами, радіоактивними опадами. Подібне випромінювання іонізує атоми тіла, провокує слабкість, нудоту й інші симптоми. Клітини тіла можуть постраждати навіть при невеликих дозах, що призводить до лейкемії. Може спричинити порушення в генах, що веде до народження дітей з генними мутаціями. Розрізняють гостру і хронічну форми променевої хвороби. До заходів невідкладної медичної допомоги відносять такі: механічне усунення радіоактивних речовин з організму людини шляхом промивання шлунка теплою водою, вживання проносних і сечогінних засобів, промивання рота та очей, застосовування відхаркувальних препаратів при попаданні радіоактивних речовин в дихальні шляхи.

## Ступені
- Променева хвороба 1-го (легкого) ступеня виникає при загальній експозиційній дозі опромінення 100…200 Рентген (Р). Прихований період може тривати 2-3 тижні, після чого з'являється нездужання, загальна слабкість, почуття важкості в голові, стиснення в грудях, підвищення пітливості, періодичне підвищення температури. У крові зменшується вміст лімфоцитів.
- Променева хвороба 2-го (середнього) ступеня виникає при загальній експозиційній дозі опромінення 200…400 Р. Прихований період триває близько 1 тижня. Проявляється у вигляді тяжкого нездужання, розладу нервової системи, головного болю, запаморочень, часто буває блювання, аж до гематемезису, й пронос, виникає гарячка, кількість лейкоцитів (особливо лімфоцитів) зменшується у 2 рази. Лікування триває 1,5-2 місяці. Летальність — до 20 % випадків.
- Променева хвороба 3-го (тяжкого) ступеня виникає при загальній експозиційній дозі опромінення 400…600 Р. Прихований період — до декількох годин. Відзначають ті ж ознаки, тільки у тяжчій формі. Крім того, можлива втрата свідомості, крововиливи на слизові оболонки і як наслідок — запальні процеси. Без лікування у 20…70 % випадків наступає смерть від інфекційних ускладнень або кровотеч.
- Променева хвороба 4-го (украй тяжкого) ступеня виникає при дозі понад 600 Р, що без лікування закінчується смертю впродовж 2-х тижнів. Розрізняють:
  - перехідну форму (600…1000 Р);
  - кишкову (1000…8000 Р);
  - церебральну (понад 8000 Р).

## Інтернет-ресурси
- Ядерна Аварія. Відео